# Vesa
Vesa är ett albanskt kvinnligt förnamn och ett finskt manligt förnamn. Det är även ett finskt efternamn.
Vesë betyder dagg på albanska.

## Personer

### Förnamn
- Vesa Hakala – finländsk backhoppare
- Vesa Luma – kosovoalbansk sångerska
- Vesa-Matti Loiri – finländsk artist, sångare, musiker och komiker
- Vesa Toskala – finländsk ishockeymålvakt
- Vesa Viitakoski – finländsk ishockeyspelare

### Efternamn
- Heikki Vesa – finländsk astrolog, siare och medium

### Fotnoter
1. ↑  Newmark, Leonard. Albanian-English Dictionary.